# Isaac McHardie
Isaac McHardie (6 de julho de 1997) é um velejador neozelandês.

## Carreira
Nos Jogos Olímpicos de Verão de 2024, McHardie conquistou a medalha de prata na classe 49er ao lado de William McKenzie, tendo totalizado 82 pontos e vencido quatro regatas no decorrer da competição. Eles ficaram atrás dos espanhóis Diego Botín e Florián Trittel.